# Clause de cessation
La clause de cessation du statut de réfugié (en abrégé clause de cessation) est la clause qui permet de mettre fin au statut de réfugiés lorsque des changements à la fois fondamentaux et durables ont eu lieu dans le pays d'origine et que les circonstances qui ont entraîné la fuite des réfugiés n'existent plus.

## Convention internationale de 1951
Elle est principalement développée dans l'article 1.C de la Convention du 28 juillet 1951 relative au statut des réfugiés:
« Cette convention cessera, dans les cas ci-après, d’être applicable à toute personne visée par les dispositions de la section A ci-dessus :  
1. Si elle s’est volontairement réclamée à nouveau de la protection du pays dont elle a la nationalité ; ou
2. Si ayant perdu sa nationalité, elle l’a volontairement recouvrée ; ou
3. Si elle a acquis une nouvelle nationalité et jouit de la protection du pays dont elle a acquis la nationalité ; ou
4. Si elle est retournée volontairement s’établir dans le pays qu’elle a quitté ou hors duquel elle est demeurée de crainte d’être persécutée ; ou
5. Si, les circonstances à la suite desquelles elle a été reconnue comme réfugiée ayant cessé d’exister, elle ne peut plus continuer à refuser de se réclamer de la protection du pays dont elle a la nationalité ; Étant entendu, toutefois, que les dispositions du présent paragraphe ne s’appliqueront pas à tout réfugié visé au paragraphe 1 de la section A du présent article qui peut invoquer, pour refuser de se réclamer de la protection du pays dont il a la nationalité, des raisons impérieuses tenant à des persécutions antérieures ;
6. S’agissant d’une personne qui n’a pas de nationalité, si les circonstances à la suite desquelles elle a été reconnue comme réfugiée ayant cessé d’exister, elle est en mesure de retourner dans le pays dans lequel elle avait sa résidence habituelle ; Étant entendu, toutefois, que les dispositions du présent paragraphe ne s’appliqueront pas à tout réfugié visé au paragraphe 1 de la section A du présent article qui peut invoquer, pour refuser de retourner dans le pays dans lequel il avait sa résidence habituelle, des raisons impérieuses tenant à des persécutions antérieures. »

## Convention africaine de 1969
La clause de cessation est également prévue à l'article 1.4 de la Convention de l'Organisation de l'unité africaine du 10 septembre 1969 (entrée en vigueur le 20 juin 1974) régissant les aspects propres aux problèmes des réfugiés en Afrique:
« La présente Convention cesse de s'appliquer dans les cas suivants à toute personne jouissant du statut de réfugié:

a) si cette personne s'est volontairement réclamée à nouveau de la protection du pays dont elle a la nationalité; ou

b) si, ayant perdu sa nationalité, elle l'a volontairement recouvrée; ou

c) si elle a acquis une nouvelle nationalité et si elle jouit de la protection du pays dont elle a la nationalité; ou

d) si elle est retournée volontairement s'établir dans le pays qu'elle a quitté ou hors duquel elle est demeurée de crainte d'être persécutée;

e) si, les circonstances à la suite desquelles elle a été reconnue comme réfugiée ayant cessé d'exister, elle ne peut plus continuer à refuser de se réclamer de la protection du pays dont elle a la nationalité;

f) si elle a commis un crime grave de caractère non politique en dehors du pays d'accueil après y avoir été admise comme réfugiée;

g) si elle a enfreint gravement les buts poursuivis par la présente Convention. »

## Applications récentes
- décennie 1981-1991: « le Haut Commissaire a invoqué la clause de cessation, notamment pour les groupes de réfugiés zimbabwéens (1981), argentins (1984), uruguayens (1985), tchèques (1991), hongrois (1991) et polonais (1991)[3]. »
- Cessation du statut des réfugiés libériens au 30 juin 2012[4]
- Cessation du statut des réfugiés angolais au 30 juin 2012[5]
- Cessation du statut des réfugiés rwandais au 30 juin 2013[6]